# 古路镇 (重庆市)
古路镇，是中华人民共和国重庆市渝北区下辖的一个乡镇级行政单位。

## 行政区划
古路镇下辖以下地区：
古路街道社区、古路村、双鱼村、百步梯村、希望村、草坪村、兴盛村、吉星村、石权村、新桥村、银花村、菜子村、继光村、乌牛村、熊家村、同德村和裕民村。